# Półwysep Eyre’a
Półwysep Eyre’a (ang. Eyre Peninsula) – półwysep na kontynencie australijskim w Australii Południowej, między Wielką Zatoką Australijską a Zatoką Spencera.
Klimat zwrotnikowy, dosyć suchy. Powierzchnia nizinna, jednak na północy i północnym wschodzie znajdują się pasma Gawler i Middleback. W paśmie Gawler znajduje się najwyższy punkt półwyspu – Nukey Bluff o wysokości 472 m n.p.m. W latach 70. XX wieku na półwyspie uprawiano pszenicę, hodowano owce i wydobywano rudy żelaza (złoża znajdują się w Middleback). Uprawia się tam także jęczmień.
Został odkryty dla Europejczyków przez Matthew Flindersa w 1802. Jego nazwa upamiętnia Edwarda Johna Eyre’a, który badał go w latach 1839–1841. 
Główne miasta to Port Lincoln przy południowym krańcu, Whyalla i Port Augusta na północnym wschodzie oraz Ceduna na północnym zachodzie.